# Staatscommissie-Heemskerk (1910-1912)
De Staatscommissie-Heemskerk werd ingesteld op 24 maart 1910 door het Kabinet-Heemskerk. De voorzitter was de minister-president en minister van Binnenlandse Zaken Theo Heemskerk. De commissie moest adviseren over uitbreiding van het kiesrecht en over het onderwijsartikel. De commissie bracht in mei 1912 haar rapport uit, maar kon niet met een eensluidend advies komen.
De werkzaamheden van de Staatscommissie leidden niet tot herziening van de Grondwet.

## Leden
| naam                                       | functie(s)               | politieke kleur        | opmerkingen |
| ------------------------------------------ | ------------------------ | ---------------------- | ----------- |
| Theo Heemskerk                             | Minister-President       | antirevolutionair      |             |
| Schelto van Citters                        | Commissaris der Koningin | antirevolutionair      |             |
| Pieter Wilhelm Adriaan Cort van der Linden | lid Raad van State       | liberaal               |             |
| Willem Theodoor Cornelis van Doorn         | Tweede Kamerlid          | liberaal               |             |
| Hendrik Lodewijk Drucker                   | Tweede Kamerlid          | vrijzinnig-democraat   |             |
| Gustaaf Willem van der Feltz               | Eerste Kamerlid          | vrijzinnig-democraat   |             |
| Johan Willem Herman Meyert van Idsinga     | Tweede Kamerlid          | christelijk-historisch |             |
| Abraham Kuyper                             | Tweede Kamerlid          | antirevolutionair      |             |
| Jan Loeff                                  | Tweede Kamerlid          | Rooms-Katholieken      |             |
| Alex van Lynden van Sandenburg             | Tweede Kamerlid          | antirevolutionair      |             |
| Octaaf van Nispen tot Sevenaer             | Tweede Kamerlid          | Rooms-Katholieken      |             |
| Wilhelmus Hubertus Nolens                  | Tweede Kamerlid          | Rooms-Katholieken      |             |
| Jacques Oppenheim                          | lid Raad van State       | liberaal               |             |
| Frederic Joseph Maria Anton Reekers        | Eerste Kamerlid          | Rooms-Katholieken      |             |
| Alexander Frederik de Savornin Lohman      | Tweede Kamerlid          | christelijk-historisch |             |
| Pieter Jelles Troelstra                    | Tweede Kamerlid          | sociaaldemocraten      |             |
| Map Tydeman                                | Tweede Kamerlid          | oud-liberaal           |             |
| Henri Adolphe van de Velde                 | Tweede Kamerlid          | antirevolutionair      |             |